# Caza du Hermel
Caza du Hermel (arabiska: قضاء الهرمل) är ett distrikt i Libanon.   Det ligger i guvernementet Mohafazat Baalbek-Hermel, i den nordöstra delen av landet, 90 kilometer nordost om huvudstaden Beirut.
Omgivningarna runt Caza du Hermel är i huvudsak ett öppet busklandskap. Runt Caza du Hermel är det ganska tätbefolkat, med 86 invånare per kvadratkilometer.